# Marcel Mathier
Marcel Mathier (* 25. November 1936; † 16. Dezember 2021 in Siders) war ein Schweizer Rechtsanwalt, Notar und Sportfunktionär.

## Leben
Mathier studierte Rechtswissenschaften und erhielt 1964 sein Anwaltspatent. Er war Mitglied im Schweizer Anwaltsverband und war später ebenfalls als Notar tätig. Mathier war auch Spieler in der 3. Schweizer Fussball-Liga.
Er lebte in Siders.

## Sportfunktionär
Mathier wurde 1965 Mitglied im Vorstand des Walliser Fussballverbands (WFV). Von 1977 bis 1986 war er Präsident des WFV. 1981 wurde Mathier in den Vorstand des Schweizerischen Fussballverbandes (SVF) berufen. Von 1993 bis 2001 war er Präsident des SFV. Später wurde Mathier zum Ehrenpräsident des Fussballverbandes berufen.
Mathier engagierte sich ebenfalls 15 Jahre bei der FIFA, auch als Vorsitzender der FIFA-Disziplinarkommission.